# 油角
油角在香港又稱作角仔，是中國廣東的一種賀年油炸食品，主要材料是麵粉、花生、芝麻和糖等。製作方法是先用麵粉加雞蛋和水混合，再拌入豬油搓成皮，切出成直徑約兩吋的圓形小塊，然後在中間放入炒過的花生、芝麻和糖，對摺後在圓邊緣摺出花邊，最後將油角放在熱油中炸成金黃色。有觀點認為油角是西班牙商人在大航海時代把伊比利半島的恩潘納達傳入廣東後經本地化發展而成的食品。因為油角的外觀飽滿，油炸成金黃色，貌似金元寶，所以在香港及廣東有「財源廣進」的寓意，因此在粵港兩地成為農曆新年的熱門賀年食品。

## 外部鏈接
维基共享资源上的相關多媒體資源：油角